# بريدراغ روغان
بريدراغ روغان (مواليد 2 أغسطس 1974) هو مدرب كرة قدم صربي ولاعب سابق.

## مسيرته كلاعب
بين عامي 1995 و1997، وبعد صعوده من فئة الشباب في نادي بارتيزان، لعب بريدراغ روغان مع نادي لوزنيكا ضمن دوري صربيا والجبل الأسود الممتاز.

## مسيرته كمدرب
في يوليو 2015، تولى بريدراغ روغان مسؤولية فريق "ماكفا شاباتس" في الدوري الصربي الدرجة الثانية. وقادهم للصعود إلى الدوري الصربي الأول في موسم 2015-16. في يناير 2017، انفصل عن ذلك النادي. انتقل إلى المجر، وانضم كمساعد لمدرب نادي أويبشت. في يناير 2018، أنهى بريدراغ روغان عقده مع النادي بالتراضي. عاد بعد ذلك إلى صربيا، وأصبح مديرًا لفريق نادي باتشكا توبولا في الدوري الصربي الأول.
في أكتوبر 2018، تم تعيين بريدراغ روغان مديرًا لنادي سبارتاك سوبوتيتسا في الدوري الصربي لكرة القدم. في يونيو 2019، غادر المنصب بالتراضي.
في الشهر نفسه، تولى بريدراغ روغان المسؤولية في نابريداك كروشيفاتس في الدوري الممتاز. في يونيو 2020، عاد بريدراغ روغان إلى أويبشت كمدير، ثم غادر النادي في ديسمبر من نفس العام.

## روابط خارجية
- بريدراغ روغان على موقع سكرواي
- بريدراغ روغان على موقع بيانات كرة القدم العالمية